# Liechtensteinwarte

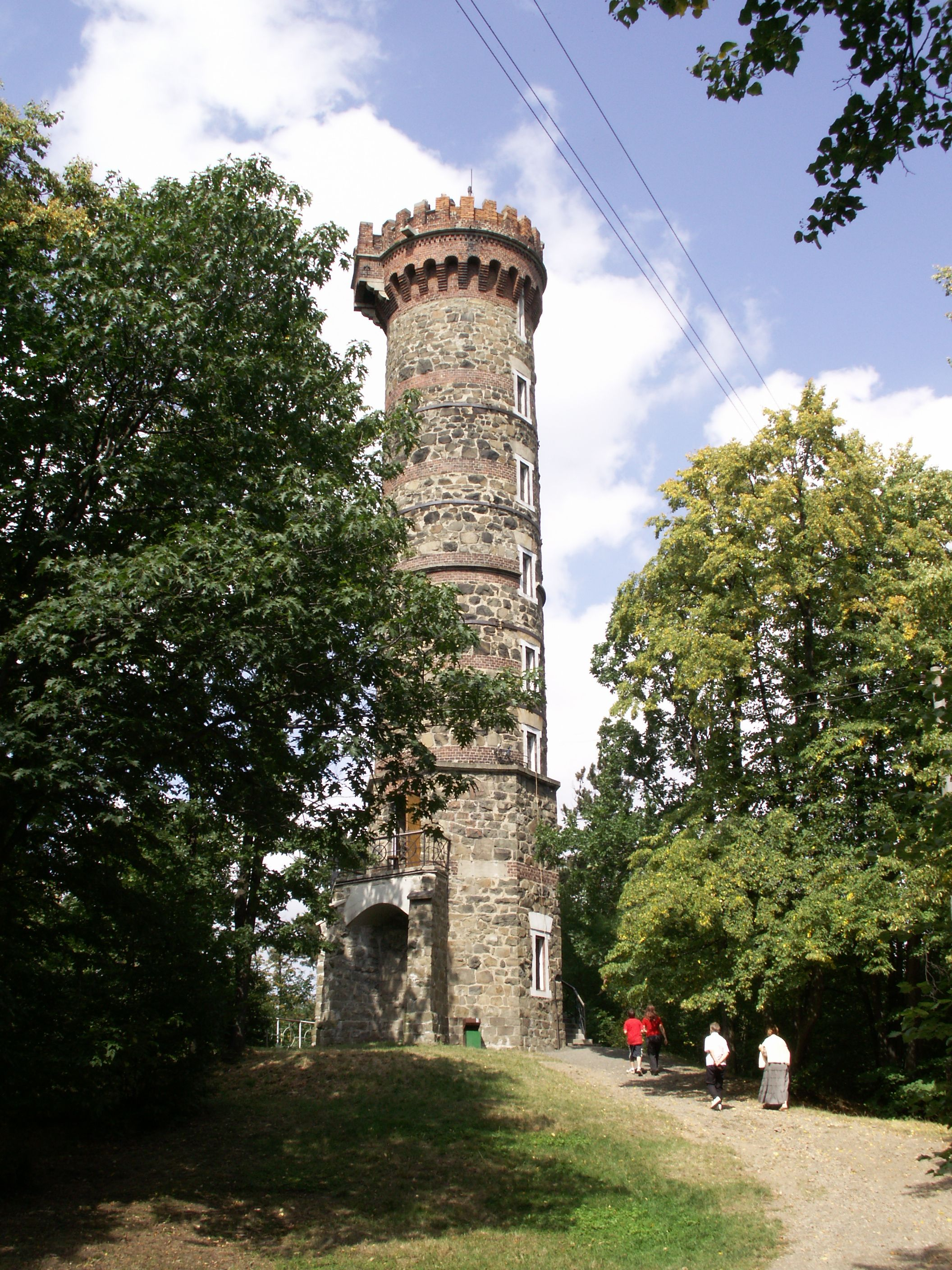
Liechtensteinwarte

Die Liechtensteinwarte (tschechisch Liechtenštejnská rozhledna na Cvilíně) auf der Burg Cvilín ist ein Aussichtsturm südöstlich von Jägerndorf (Krnov) in der Nähe der Siedlung Marienské Pole (Marienfeld). Der Burgberg gehört zur geomorphologischen Untereinheit Bransdorfer Bergland (Brantická vrchovina) des Niederen Gesenkes. Unterhalb des Berges befinden sich drei geomorphologische Einheiten: das Leobschützer Lösshügelland (polnisch Płaskowyż Głubczycki, die Opavska Pahorkatina), das Niedere Gesenke und das Zuckmanteler Bergland.

## Geschichte des Aussichtsturms
Der Bau des Aussichtsturms wurde in den Jahren 1902–1903 nach Entwurf des Baumeisters Ernst Latzel für den Mährisch-Schlesischen Sudetengebirgsverein (MSSGV) mit finanzieller Unterstützung des Prinzen von Liechtenstein errichtet. Die Eröffnung war am 11. Juni 1903. Das ursprüngliche Gebäude war 35 Meter hoch, da es einen Aufsatz hatte, der während der Nachkriegsreparaturen entfernt wurde.

## Aussicht
Vom Aussichtsturm aus überblickt man Jägerndorf. Weiter sind die Hans-Kudlich-Warte auf dem Wachberg bei Lobenstein, die Eulenburg, im Osten die Beskiden mit dem Radhoscht, dem Smrk-Berg und dem Kahlberg, und im Westen das Hohe Gesenke mit dem Altvater erkennbar. Jenseits der polnischen Grenze ist das Dorf Bleischwitz (Bliszczyce) zu sehen.